# Liste des stations de sports d'hiver des Alpes
Les Alpes comptent de nombreuses stations de sports d'hiver réparties au sein de plusieurs pays européens.

## Allemagne
- Berchtesgaden
- Bischofswiesen
- Garmisch-Partenkirchen
- Hindelang
- Oberjoch
- Oberstdorf

## Autriche

### Carinthie
- Ankogel
- Bad Kleinkirchheim
- Dreiländereck près de Arnoldstein
- Emberger Alm
- Falkert
- Flattnitz
- Gerlitzen
- Goldeck
- Hebalm (en partie en Styrie)
- Heiligenblut
- Hochrindl
- Innerkrems
- Katschberg
- Klippitztörl
- Koralpe
- Mölltaler Gletscher (ski sur glacier)
- Nassfeld à Hermagor
- Petzen
- Simonhöhe
- Turracher Höhe
- Verditz
- Weinebene (en partie en Styrie)

### Basse-Autriche
- Annaberg
- Gemeindealpe à Mitterbach
- Hochkar
- Königsberg (Göstlinger Alpen)
- Lackenhof sur le mont Ötscher
- Mönichkirchen
- Puchberg am Schneeberg
- Sankt Corona am Wechsel
- Semmering
- Unterberg

### Salzbourg
- Abtenau
- Dachstein West (dont Annaberg-Lungötz, Rußbach am Paß Gschütt)
- Fageralm à Forstau
- Fanningberg
- Filzmoos
- Gaissau - Hintersee
- Gastein (dont Bad Gastein, Bad Hofgastein, Dorfgastein, Grossarl, Sportgastein).
- Goldegg
- Grosseck-Speiereck
- Heutal à Unken
- Hinterreit à Saalfelden
- Hochkönig (dont Dienten am Hochkönig, Maria Alm, Mühlbach am Hochkönig).
- Kitzbüheler Alpen (dont Kitzbühel)
- Kitzsteinhorn à Kaprun
- Lofer
- Maiskogel à Kaprun
- Obertauern
- Postalm
- Rauris
- Sankt Johann im Pongau
- Skicircus (dont Saalbach-Hinterglemm, Leogang)
- Salzburg Amadé Sport World (dont Flachau, Flachauwinkl, Kleinarl, Altenmarkt, Radstadt, Wagrain, Zauchensee).
- Spielbergalm
- Weisssee
- Werfenweng
- Wildkogel à Neukirchen am Großvenediger-Bramberg)
- Zell am See
- Zillertal (dont Krimml, Königsleiten)
- Zinkenlifte à Dürrnberg

### Tyrol

#### Tyrol oriental
- Kals am Großglockner (domaine relié de Grossglockner Resort)
- Lienz (domaines de Hochstein et Zettersfeld)
- Matrei in Osttirol (domaine relié de Grossglockner Resort)
- Obertilliach
- Prägraten am Großvenediger
- Sankt Jakob im Defereggental
- Sillian

### Haute-Autriche
- Feuerkogel
- Forsteralm
- Gosau (Skiregion Dachstein West)
- Hinterstoder
- Hochficht
- Hohe Dirn
- Kasberg à Grünau im Almtal
- Krippenstein
- Wurzeralm

### Vienne
- Hohe-Wand-Wiese

## France
| Domaine                   | Stations | Département                     | km alpin         | km fond | alt. min | alt. max | € alpin | € fond | remontées |
| ------------------------- | --- | ------------------------------- | ---------------- | ------- | -------- | -------- | ------- | ------ | --------- |
| Portes du Soleil          | Abondance, Avoriaz, Châtel, La Chapelle-d'Abondance, Les Gets, Morzine, Montriond, St Jean d'Aulps, en Suisse : Champéry, Morgins, Torgon, Val-d'Illiez, Champoussin, Les Crosets | Haute-Savoie et Valais (Suisse) | 650 (non reliés) | 210     | 1000     | 2400     | 49,5 €  | 7 €    | 197       |
| Hirmentaz                 | Les Habères Bellevaux | Haute-savoie                    | 50               | 50,3    | 950      | 1607     |         |        | 24        |
| Les Trois Vallées         | Les Menuires, Saint-Martin-de-Belleville, Courchevel, Méribel, La Tania, Brides-les-Bains, Val Thorens, Orelle                                                                    | Savoie                          | 600              | 118     | 610      | 3230     | 59 €    | 7 €    | 183       |
| Paradiski                 | La Plagne, Champagny-en-Vanoise, Peisey-Vallandry, Les Arcs, Montchavin-Les Coches, Villaroger                                                                                    | Savoie                          | 425              | 153     | 1250     | 3250     | 57 €    | 7 €    | 160       |
| Évasion Mont-Blanc        | Combloux, Megève, La Giettaz-en-Aravis, Saint-Gervais, Saint-Nicolas-de-Véroce, Les Contamines, Hauteluce, Cordon                                                                 | Haute-Savoie                    | 445 (non reliés) | 95      | 1000     | 2487     | 45 €    | 7 €    | 95        |
| Grand Massif              | Flaine, Les Carroz d'Arâches, Morillon, Samoëns, Sixt | Haute-Savoie                    | 265              |         | 700      | 2500     | 45,5 €  |        | 95        |
| Espace Killy              | Tignes, Val d'Isère | Savoie                          | 300              | 44      | 1550     | 3456     | 52 €    | 7 €    | 89        |
| Espace Diamant            | Crest-Voland Cohennoz, Flumet, Notre-Dame-de-Bellecombe, Praz-sur-Arly, Les Saisies, Hauteluce                                                                                    | Haute-Savoie, Savoie            | 192              | 130     | 1000     | 2069     | 38,8 €  | 7 €    | 84        |
| Alpe d'Huez Grand Domaine | l'Alpe d'Huez, Vaujany, Auris-en-Oisans, Oz-en-Oisans, Villard-Reculas | Isère                           | 250              |         | 1100     | 3330     | 49,5 €  |        | 81        |
| Les Sybelles              | Le Corbier, La Toussuire, Les Bottières, Saint-Jean-d'Arves, Saint-Sorlin-d'Arves, Saint-Colomban-des-Villards                                                                    | Savoie                          | 300              | 33      | 1100     | 2620     | 42,9 €  | 7 €    | 76        |
| Serre Chevalier           | Briançon, Chantemerle (Hautes-Alpes), Villeneuve, Le Monêtier-les-Bains | Hautes-Alpes                    | 250              | 35      | 1200     | 2830     | 48,5 €  | 7 €    | 61        |
| Domaine des Aravis        | La Clusaz, Manigod (Croix Fry, Merdassier), Le Grand-Bornand | Haute-Savoie                    | 220 (non reliés) |         | 1040     | 2477     | 36 €    |        | 54        |
| Vallée de Chamonix        | Les Houches, Chamonix-Mont-Blanc, Argentière, Vallorcine | Haute-Savoie                    | 169 (non reliés) |         | 950      | 3300     | 60 €    |        | 52        |
| Les Deux Alpes            | Les Deux Alpes, La Grave | Isère                           | 200              | 25      | 1300     | 3520     | 47,5 €  | 7 €    | 51        |
| La Forêt Blanche          | Risoul, Vars | Hautes-Alpes                    | 185              |         | 1650     | 2750     | 38,5 €  |        | 51        |
| Le Grand Domaine          | Valmorel, Saint-François-Longchamp, Doucy-Combelouvière | Savoie                          | 152              | 20      | 1250     | 2403     | 43 €    | 7 €    | 46        |
| Espace San Bernardo       | La Rosière, La Thuile | Savoie                          | 160              |         | 1200     | 2650     | 42,6 €  |        | 39        |
| Espace Lumière            | Pra Loup, Val d'Allos | Alpes-de-Haute-Provence         | 180              |         | 1500     | 2600     | 37,5 €  |        | 38        |
| Galibier-Thabor           | Valloire, Valmeinier | Savoie                          | 150              | 10      | 1430     | 2600     | 37,5 €  | 7 €    | 33        |
| Val Cenis Vanoise         | Lanslebourg-Mont-Cenis, Lanslevillard, Termignon | Savoie                          | 125              | 30      | 1300     | 2800     | 33,5 €  | 7 €    | 26        |
| Villard-Corrençon         | Villard de lans, Corrençon-en-Vercors | Isère                           | 125              | 110     | 1111     | 2050     | 34 €    | 8 €    | 22        |
| La Colmiane-Valdeblore    | Valdeblore | Alpes-Maritimes                 | 30               |         | 1500     | 1800     |         |        |           |

## Italie

### Frioul-Vénétie julienne
- Ampezzo
- Cimolais
- Claut
- Forni Avoltri
- Forni di Sopra
- Malborghetto / Valbruna
- Paluzza-Timau
- Paularo
- Piancavallo
- Pontebba / Passo Pramollo
- Ravascletto / Zoncolan
- Sauris
- Chiusaforte/ Sella Nevea -Canin
- Tarvisio
- Verzegnis / Sella Chianzutan

### Ligurie
- Monesi di Triora

### Lombardie
- Alben - Oltre il Colle
- Alpe Giumello
- Aprica
- Bagolino (Gaver)
- Bobbio Valtorta
- Bormio
- Borno
- Caspoggio - Valmalenco
- Chiesa - Valmalenco
- Colere
- Esino - Cainallo
- Foppolo - Carona - Brembo Ski
- Lanzada - Valmalenco
- Livigno
- Lizzola
- Madesimo
- Margno - Betulle
- Montecampione
- Passo del Tonale
- Passo Stelvio
- Pescegallo - Valgerola
- Piazzatorre
- Ponte di Legno - Adamello Ski
- Presolana / Monte Pora
- San Colombano (Valdidentro)
- San Simone - Brembo Ski
- Santa Caterina-Val Furva
- Schilpario
- Seluino
- Solda
- Sondrio
- Spiazzi di Gromo
- Temu' - Adamello Ski

### Piémont
- Ala di Stura
- Alagna Valsesia - Monterosa Ski
- Alpe Campo di Rimasco
- Alpe Devero
- Alpe di Mera
- Alpette
- Argentera
- Artesina - Mondolè ski
- Balme
- Bardonnèche
- Bielmonte
- Caldirola
- Canosio - Pra La Grangia
- Ceresole
- Cesana Torinese - Vialattea
- Claviere - Vialattea
- Crissolo - Monviso Ski
- Domobianca
- Entracque
- Formazza
- Frabosa Soprana - Mondolè ski
- Garessio 2000
- Graglia
- Grangesises
- Limone Piemonte
- Locana - Alpe Cialma
- Lurisia - Monte Pigna
- Macugnaga
- Mottarone
- Oropa - Mucrone
- Paesana - Pian Munè
- Palit Valchiusella
- Pian Neiretto
- Pian del Frais di Chiomonte
- Pian di Sole
- Pontechianale
- Pragelato
- Prali
- Pratonevoso - Mondolè ski
- Rucas di Bagnolo
- Sampeyre
- San Domenico di Varzo
- San Giacomo di Roburent
- San Grée di Viola
- Sansicario - Vialattea
- Sauze d'Oulx - Vialattea
- Sestrière
- Usseglio
- Valle Vigezzo
- Valprato Soana - Piamprato

### Trentin Haut-Adige
- Alpe de Siusi
- Alta Badia
- Alta Pusteria
- Belpiano
- Cadipietra
- Colle Isarco
- Corno del Renon
- Lac de Carezza
- Malga San Valentino
- Maranza - Valles
- Merano 2000
- Monte Cavallo
- Monte Spicco
- Obereggen
- Plan - Val Passiria
- Plan de Corones
- Plose - Bressanone
- Racines-Giovo
- San Vigilio di Marebbe
- Solda
- Trafoi
- Val Gardena
- Val Sarentino
- Val Senales
- Val d'Ultimo
- Vallelunga
- Watles

### Vallée d'Aoste
- Pila
- Antagnod - Champoluc (Ayas) - (Monterosa Ski)
- Le Breuil
- Brusson
- Champorcher
- Cogne
- Courmayeur
- Gressoney-La-Trinité - (Monterosa Ski)
- Gressoney-Saint-Jean - (Monterosa Ski)
- La Thuile - (Espace San Bernardo)
- Saint-Rhémy-en-Bosses - (Crévacol)
- Torgnon

### Vénétie
- Alleghe
- Altopiano di Asiago
- Arabba Marmolada
- Auronzo di Cadore
- Borca di Cadore
- Bosco Chiesanuova
- Comprensorio Ski Civetta
- Cortina d'Ampezzo
- Falcade Passo San Pellegrino
- Forcella Aurine
- Frassene
- Lessinia
- Lorenzo di Cadore
- Misurina
- Monte Avena
- Monte Baldo
- Nevegal
- Padola Val Comelico
- Recoaro Mille
- San Stefano di Cadore
- San Vito di Cadore
- Sappada
- Tambre - Pian Cansiglio
- Tonezza - Alt.Fiorentini
- Zoldo Alto

## Liechtenstein
- Malbun

## Slovénie
- Bela
- Cerkno
- Golte
- Javornik
- Kalič
- Kanin
- Kobla
- Kope
- Kranjska Gora
- Krvavec
- Mariborsko Pohorje
- Pokljuka
- Ribnisko Pohorje
- Rogla
- Soriska Planina
- Stari Vrh
- Velika Planina
- Vogel

## Suisse

### Berne
- Adelboden
- Aeschi bei Spiez
- Axalp
- Beatenberg
- Elsigenalp
- Grimmialp
- Grindelwald
- Gstaad
- Gantrisch Gurnigel
- Habkern
- Hasliberg
- Jaunpass
- Kandersteg
- Kiental
- Lenk
- Mürren
- Rossberg
- Rüschegg-Eywald
- Schwanden bei Brienz
- Selital
- Wengen
- Wiriehorn
- Zweisimmen

### Fribourg
- Charmey
- Jaun
- La Berra
- Lac noir
- Les Paccots
- Moleson
- Rathvel

### Grisons
- Arosa
- Avers
- Bergün
- Bivio
- Brambrüesch (à Coire)
- Brigels
- Corvatsch
- Davos (domaines de Jakobshorn, Parsenn, Pischa, Rinerhorn, Schatzalp)
- Diavolezza
- Disentis
- Fideris
- Flims
- Grüsch
- Hochwang
- Klosters (domaines de Madrisa, Parsenn)
- Laax
- Lenzerheide
- Minschuns
- Muottas Muragl
- Obersaxen
- Saint-Moritz
- Samnaun
- San Bernardino
- Savognin
- Scuol
- Sedrun
- Sils
- Splügen
- Tschappina
- Tschiertschen
- Vals
- Zuoz

### Suisse centrale
- Andermatt
- Brunni-Haggenegg
- Brunni-Engelberg
- Engelberg / Titlis
- Handgruobi
- Hoch-Ybrig
- Klewenalp
- Lungern - Schönbüel
- Marbachegg
- Melchsee-Frutt
- Mörlialp
- Rigi
- Sattel
- Sörenberg
- Stoos

### Suisse orientale
- Amden
- Atzmännig
- Braunwald
- Ebenalp
- Elm
- Flumserberg
- Kronberg
- Pizol (à Bad Ragaz)
- Toggenburg (à Wildhaus)

### Tessin
- Airolo
- Bosco Gurin
- Carì
- Nara

### Valais
- Anzère
- Arolla
- Belalp
- Bellwald
- Bettmeralp
- Bruson
- Bürchen
- Champéry
- Champex
- Champoussin
- Chandolin
- Crans-Montana
- Eischoll
- Evolène
- Fiesch
- Grächen
- Grimentz
- Jeizinen
- La Forclaz
- La Fouly
- La Tzoumaz
- Lauchernalp / Lötschental
- Les Crosets
- Les Marécottes
- Mayens de L'Ours
- Morgins
- Nendaz
- Ovronnaz
- Riederalp
- Rosswald
- Rothwald
- Saas Almagell
- Saas-Fee avec le glacier de Fee, le deuxième plus important domaine skiable en été de Suisse.
- Saas-Grund
- Thyon
- Torgon
- Leukerbad
- Unterbäch
- Verbier
- Vercorin
- Veysonnaz
- Vichères
- Visperterminen
- Zermatt avec les sous-domaines du Klein Matterhorn (qui accueille le plus important domaine skiable en été de Suisse), Gornergrat et Rothorn (Unterrothorn et Zinalrothorn).
- Zinal

### Vaud
- Château-d'Œx
- Les Diablerets
- Les Mosses
- Les Pléiades
- Leysin
- Rochers de Naye
- Villars-Gryon